# Meridian Brothers
Meridian Brothers es una banda de vanguardia fundada en Bogotá en 1998, cuya marca registrada es la mezcla de diferentes estilos musicales y experimentos sonoros electrónicos con ritmos colombiano, mezclando ritmos del Caribe populares como la salsa, la cumbia y el vallenato con sonidos electrónicos, adoptado en la movida psicodélica del ambiente musical latinoamericano.

## Historia
Eblis Álvarez fundó Meridian Brothers en 1998 como proyecto en solitario. Inicialmente su música se basó en el rock latino, al que alienó a través de formas alternativas de tocar instrumentos y medios electrónicos. En ese momento, el proyecto se financió mediante la venta de casetes de música de producción propia. En 1998 se incorporó a la efímera banda de vanguardia Ensamble Polifónico Vallenato, que mezclaba cumbia con efectos electrónicos, y luego comenzó a incorporar influencias de la cumbia en la música de su proyecto Meridian Brothers. A lo largo de los años, agregó elementos de la música colombiana de las décadas de 1960 y 1970 a su estilo. A partir de 2009 sumó una sólida base de músicos al proyecto de presentaciones en vivo, por lo que los Meridian Brothers se ven hoy como una banda. Desde el lanzamiento del álbum Desesperanza en 2012 en el reconocido sello British Soundway, la banda también ha ganado reconocimiento internacional. En 2012, el DJ británico y propietario del sello Gilles Peterson incluyó la pista Guarancha UFO en su lista de las mejores piezas reproducidas en su programa de la BBC en 2012.  2013, la banda tocó en el Festival de Roskilde y Les Transmusicales en Rennes y fue votada como 'Artista de la semana' en MTV Iggy a principios de marzo.
| Miembros fundadores                         | Miembros fundadores     |
| ------------------------------------------- | ----------------------- |
| Canto, guitarra, electrónica                | Eblis Javier Álvarez    |
| Ocupación actual                            |                         |
| Canto, guitarra, electrónica                | Eblis Álvarez           |
| Guitarra, bajo                              | César Quevedo           |
| Percusión                                   | Damián Ponce            |
| Electrónica, sintetizadores                 | Alejandro Forero        |
| Saxofón, clarinete, percusión, sintetizador | María Angélica Valencia |

## Estilo
La estructura básica de la música de los Meridian Brothers son ritmos latinoamericanos como la cumbia o el vallenato . Sobre estos ritmos se colocan piezas de varios estilos musicales, desde el funk hasta el electro pop y el minimal techno. Las características son las melodías de sintetizador minimalistas al estilo de los órganos domésticos de bajo precio, que le dan a la música un elemento retro.

## Discografía
- 2005: El advenimiento del castillo mujer (La Distritofónica)
- 2009: Este es el Corcel Heroico que nos Salvará de la Hambruna y Corrupción (La Distritofónica)
- 2011: Meridian Brothers VII (La Distritofónica)
- 2012: Desesperanza (Soundway)
- 2013: Devoción (Obras 2005 - 2011) (Staubgold)
- 2014: Salvadora Robot (Soundway)
- 2015: Los Suicidas (Soundway)
- 2017: ¿Dónde Estás María? (Soundway)
- 2020: Cumbia Siglo XXI (Les Disques Bongo Joe)
- 2021: Paz en la tierra
- 2022: Meridian Brothers & El Grupo Renacimiento
- 2024: Mi Latinoamérica Sufre (Ansonia Records)

## Proyectos secundarios
Álvarez toca la guitarra en la banda de cumbia colombiana Frente Cumbiero y ha estado al frente de la banda Los Pirañas, menos orientada a la electrónica desde 2010, que lanzó tres álbumes en 2019, incluidos los sellos independientes alemanes Staubgold y Glitterbeat .  Ponce es compositor y arreglista de música clásica y, además de su trabajo con los Meridian Brothers, lanzó varios álbumes en solitario cuya música se tocó en festivales de música clásica en Bogotá y La Habana. Forero y Valencia dirigen el sello discográfico con sede en Bogotá La Distritofónica. Quevedo es un guitarrista clásico y parte del viaje trip trip trip de guitarras.